# Skogsbrukets grader i DDR

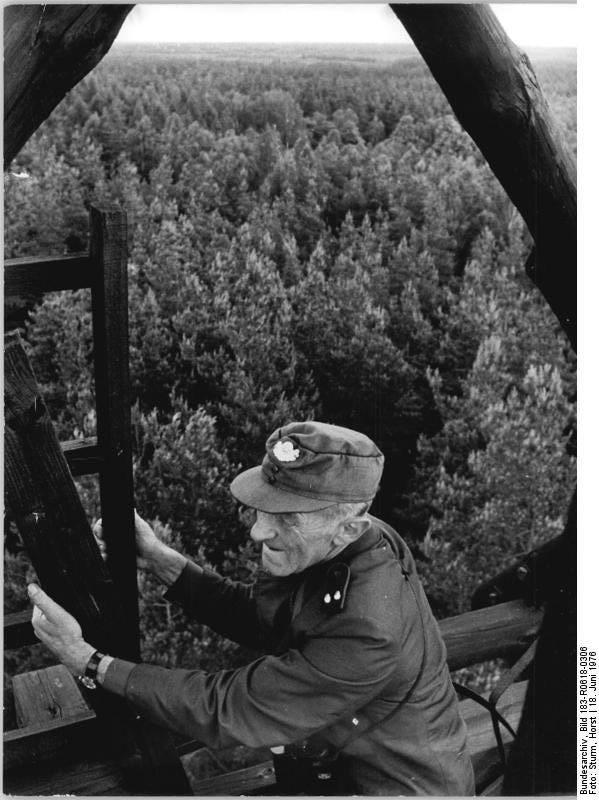
Skogsbruksanställd i uniform med gradbeteckningar.

Skogsbrukets grader i DDR visar den hierarkiska ordningen i det Tyska Demokratiska Republikens stats- och militärskogsbruk.

## Axelklaffar

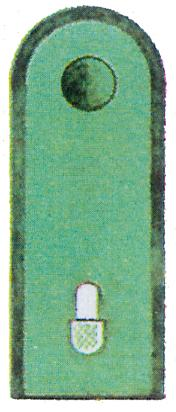
Forstarbeiter = arbetare
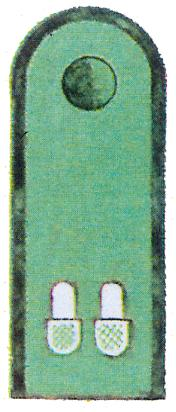
Forstfacharbeiter = yrkesarbetare
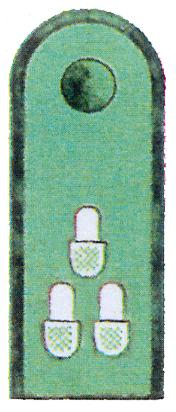
Brigadeleiter = förman

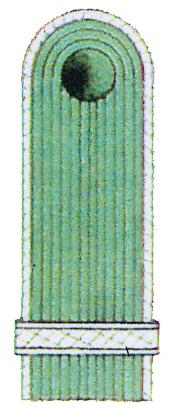
Studierende Fachschule = studerande vid skogsskola
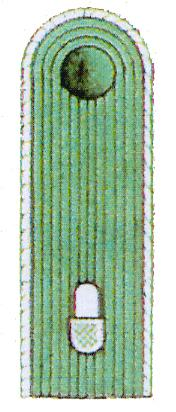
Förster = skogvaktare
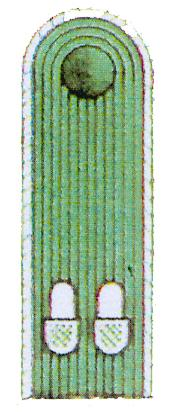
Revierförster = revirskogvaktare
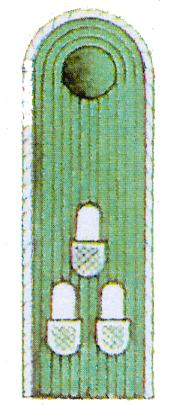
Oberförster = förste skogvaktare
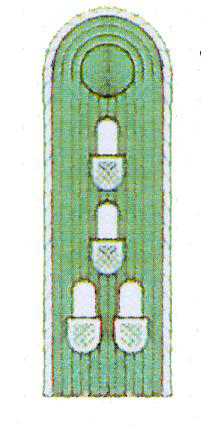
Hauptförster = överskogvaktare

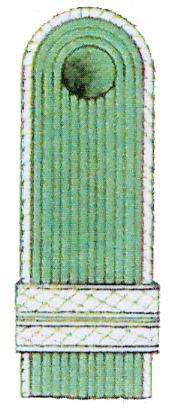
Studierende Sektion Forstwirtschaft = studerande vid skogshögskolan
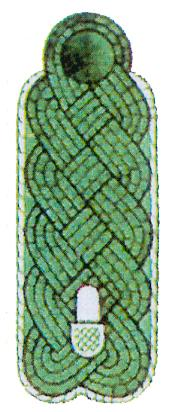
Forstmeister = jägmästare
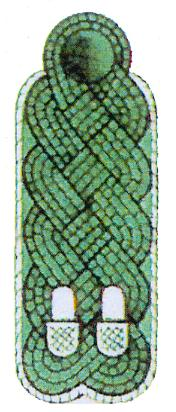
Oberforstmeister = förste jägmästare
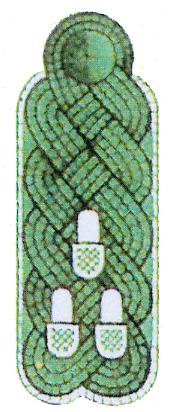
Landforstmeister = landsjägmästare
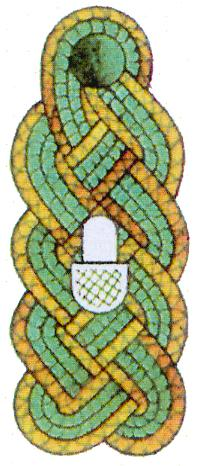
Oberland- forstmeister = förste landsjägmästare
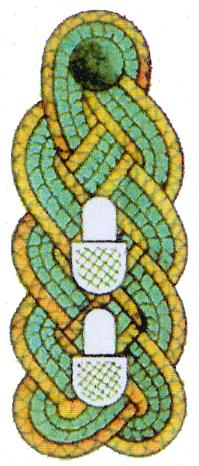
Oberstland- forstmeister = överlands- jägmästare
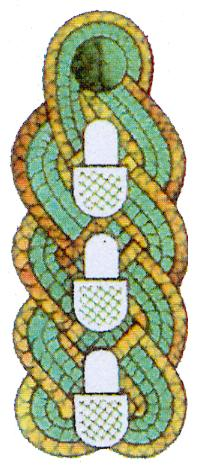
General- forstmeister = generaljägmästare

## Kragspeglar

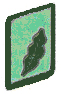
Forstarbeiter till Brigadeleiter
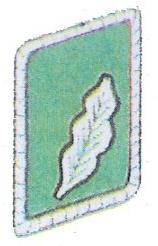
Förster till Hauptförster
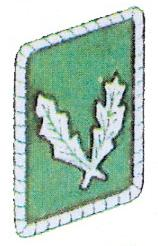
Forstmeister till Landforstmeister
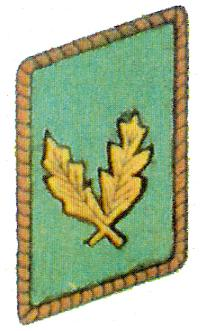
Oberland- forstmeister till General- forstmeister

## Mössmärken

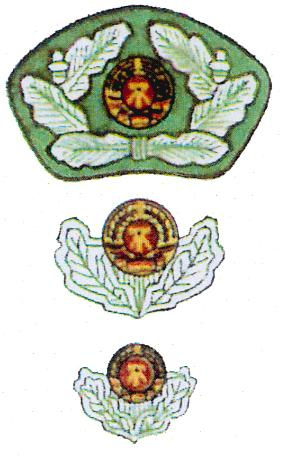
Förster till landforstmeister
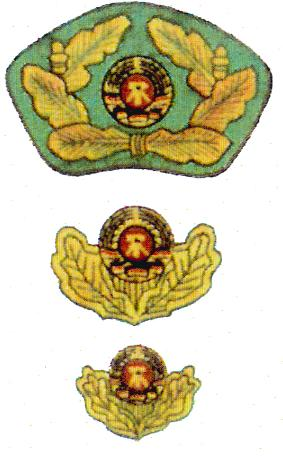
Oberlandforstmeister till generalforstmeister